# Lachenalia giessii
Lachenalia giessii är en sparrisväxtart som beskrevs av Winsome Fanny 'Buddy' Barker. Lachenalia giessii ingår i släktet Lachenalia och familjen sparrisväxter.
Artens utbredningsområde är Namibia. Inga underarter finns listade i Catalogue of Life.